# Torre d’Arese
Torre d’Arese (lombardul: Tur d'Ares) település Olaszországban, Lombardia régióban, Pavia megyében. Lakosainak száma 918 fő (2023. január 1.). Torre d’Arese Magherno, Marzano, Villanterio, Vistarino és Valera Fratta községekkel határos.

## Népesség
A település lakossága az elmúlt években az alábbi módon változott:
| Lakosok száma | 972  | 953  | 918  |
|               | 2017 | 2018 | 2023 |